# رونالد سبولير
رونالد سبولير (بالألمانية: Ronald Spuller)‏ (22 يونيو 1981 بالنمسا - ) هو لاعب كرة قدم نمساوي في مركز الهجوم. لعب مع نادي ماترسبرغ.

## وصلات خارجية
- رونالد سبولير على موقع قاعدة بيانات كرة القدم.إي يو (الإنجليزية)
- رونالد سبولير على موقع Soccerway.com (الإنجليزية)
- رونالد سبولير على موقع عالم كرة القدم.نت (الإنجليزية)